# Ovidiu Anton
 (mars 2016).
Si vous disposez d'ouvrages ou d'articles de référence ou si vous connaissez des sites web de qualité traitant du thème abordé ici, merci de compléter l'article en donnant les références utiles à sa vérifiabilité et en les liant à la section « Notes et références ».
Ovidiu Anton (né le 24 février 1983 à Bucarest) est un chanteur roumain.

## Carrière musicale
Le 6 mars 2016, il est élu comme représentant de la Roumanie au Concours Eurovision de la chanson 2016 mais ne participe finalement pas à la suite de la disqualification de la Roumanie.